# Miguel Aguilar (Mexicaans voetballer)
Miguel Aguilar (Ciudad Juárez, 30 augustus 1993) is een Mexicaans voetballer. Hij debuteerde in 2015 in het betaald voetbal in het shirt van DC United.

## Clubcarrière
Op 15 januari 2015 werd Aguilar als zeventiende gekozen in de MLS SuperDraft 2015 door DC United. Zijn debuut maakte hij op 26 februari 2015 tegen Alajuelense in de kwartfinale van de CONCACAF Champions League. Zijn competitiedebuut in de MLS maakte hij op 7 maart 2015 tegen Montreal Impact.